# بوخهولتس (تورینگن)
بوخهولتس (به آلمانی: Buchholz) یک شهر در آلمان است که در Nordhausen واقع شده‌است. بوخهولتس ۲۰۴ نفر جمعیت دارد.